# Mojayir
O povo Muhajir (também escrito Mahajir e Mohajir ) ( em urdu:  Predefinição:Nq   , lit.  "Immigrant" Imigrante ' ) são imigrantes muçulmanos de vários grupos étnicos e origens regionais, e seus descendentes, que migraram de várias regiões da Índia após a Partição da Índia para se estabelecerem no recém-independente estado do Paquistão . O termo "Muhajirs" refere-se aos migrantes muçulmanos da Índia, principalmente da elite, que se estabeleceram principalmente na área urbana de Sindh . A comunidade Muhajir também inclui paquistaneses retidos em Bangladesh que migraram para o Paquistão depois de 1971, após a secessão do Paquistão Oriental na Guerra de Libertação de Bangladesh .
A língua nativa do grupo é o urdu, uma língua indo-iraniana do ramo indo-ariano da família de línguas indo-européias . Muhajirs também falam várias outras línguas, incluindo Hindi, Gujarati, Rajasthani, e Malayalam .
Muhajirs são o quinto maior grupo étnico do Paquistão . A população total do povo Muhajir em todo o mundo é estimada em cerca de 15 milhões,  e esse número foi apoiado pelo censo oficial em 2017, que mostrou que a população Muhajir era de cerca de 14,7 milhões.  Mas a população mostrada pelo censo oficial foi contestada por todos os partidos políticos de Sindh, incluindo MQM, PPP e PSP . Algumas organizações estimam que a população muhajir seja de cerca de 30 milhões. Os Muhajirs são a comunidade mais rica, mais educada e mais respeitada do Paquistão, e por causa disso os muhajirs constituíram uma comunidade privilegiada nos primeiros anos do Paquistão. A alta taxa de alfabetização também resulta em Muhajirs de Karachi vivendo principalmente em suas próprias comunidades de classe média e média alta, como Gulshan-e-Iqbal Town, North Nazimabad, Defense Housing Authority, Gulistan-e-Jauhar e outros.

## Etimologia
O termo urdu muhājir ( em urdu:  مہاجر‎   ) vem do árabe muhājir ( em árabe: مهاجر   ), significando um "imigrante", ou "emigrante". Este termo está associado no início da história islâmica à migração de muçulmanos e conota 'separação, migração, fuga, especificamente a fuga do Profeta de Meca para Medina'.

## Definição
Entre historiadores, antropólogos e os próprios Muhajirs, há algum debate sobre quem exatamente se qualifica como Muhajir. A definição mais usada é: 
1. Migrou para o Paquistão de províncias de minorias muçulmanas do subcontinente na época da partição,
2. Não é considerado pertencente a nenhuma das nacionalidades do Paquistão, nem Punjabi, nem Sindi, nem Baloch, nem Pakhtun ,
3. Migraram daquelas áreas do Punjab Oriental cuja língua e cultura não eram Punjabi .

## Dados demográficos

### Origens
A maioria dos muhajirs que se estabeleceram na província de Sindh, no Paquistão, veio dos atuais estados indianos das Províncias Centrais, Berar, Bombaim, Províncias Unidas, Haryana, Gujarat, Himachal Pradesh e Delhi, enquanto outros eram de Jammu e Caxemira, Rajastão ., Hyderabad, Baroda, Kutch e a Agência Rajputana .

### Grupos linguísticos
Sendo um grupo étnico multilíngue de pessoas, os Muhajirs falam diferentes idiomas nativamente, dependendo de sua etnia e história ancestral. Durante um período de algumas décadas, esses grupos díspares, compartilhando a experiência comum de migração e oposição política ao regime militar de Ayub Khan e seu sucessor civil, Zulfikar Ali Bhutto, evoluíram ou foram assimilados em um grupo étnico distinto.

#### Urdu
A maioria dos muhajirs fala urdu, e os muhajirs são considerados a terceira maior etnia de língua urdu do mundo.  Os muhajirs que falam urdu como primeira língua migraram principalmente de Delhi, Províncias Unidas e Hyderabad . Os biharis de Bangladesh também se assimilaram totalmente aos muhajirs de língua urdu. Esses muhajirs fundiram seus dialetos de urdu para formar um novo dialeto usado por todos os muhajirs hoje. Muitos dialetos do hindi, como Dakhani, Khariboli, Awadhi, Bhojpuri, Mewati, Sadri, Marwari e Haryanvi, também são falados pelos Muhajirs de língua urdu .

#### Gujarati
Há uma grande comunidade de Muhajirs Gujarati estabelecidos principalmente na província paquistanesa de Sindh . As estimativas dizem que há 3.500.000 falantes da língua Gujarati em Karachi . Embora os gujaratis falem sua própria língua, eles tendem a se identificar com os falantes de urdu  Este grupo inclui Muhammad Ali Jinnah,  Abdul Sattar Edhi, Javed Miandad, Abdul Razzak Yaqoob, II Chundrigar, e Ahmed Dawood .

#### Rajastão
O censo de 1951 registrou um total de 60.000 Muhajirs de língua Rajasthani . Este grupo fala principalmente o dialeto Marwari da língua do Rajastão . Este grupo inclui Ramiz Raja, Alimuddin, e Iqbal Hussain Qureshi .

#### Outras
Povos muçulmanos não falantes de urdu do que hoje é a República da Índia, como refugiados falantes de marata e concani e também vários milhares de muçulmanos malabares de Kerala, no sul da Índia, são considerados Muhajirs. Esses grupos etnolinguísticos estão sendo assimilados na comunidade de língua urdu.